# Holcaeus stylatus
Holcaeus stylatus är en stekelart som beskrevs av Graham 1969. Holcaeus stylatus ingår i släktet Holcaeus och familjen puppglanssteklar.
Artens utbredningsområde är:
- Tjeckien.
- Tyskland.
- Nederländerna.
- Sverige.

Arten är reproducerande i Sverige. Inga underarter finns listade i Catalogue of Life.